# Манильская резня

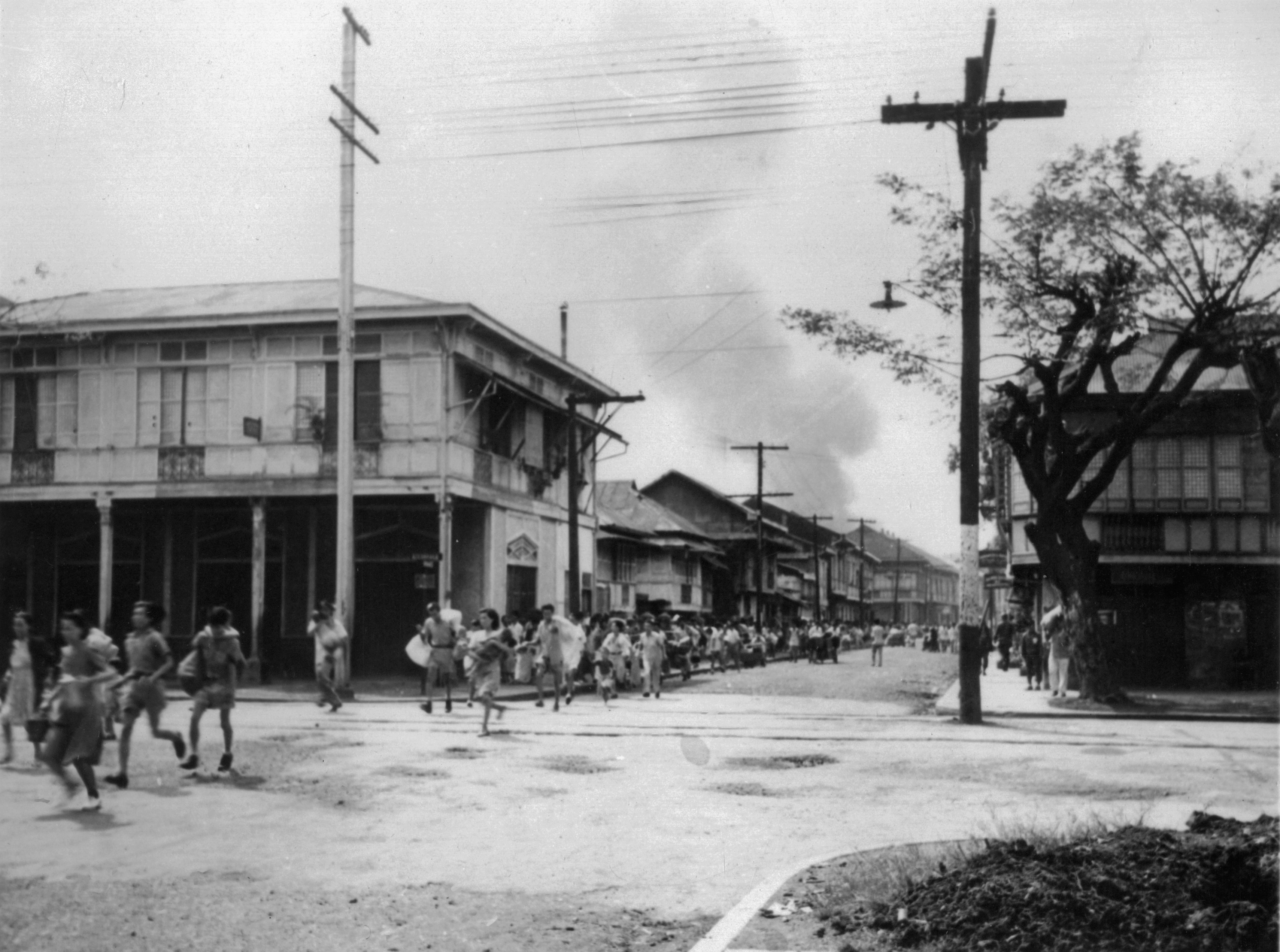
Гражданские жители Манилы бегут из подожжённого японцами района, 10 февраля 1945

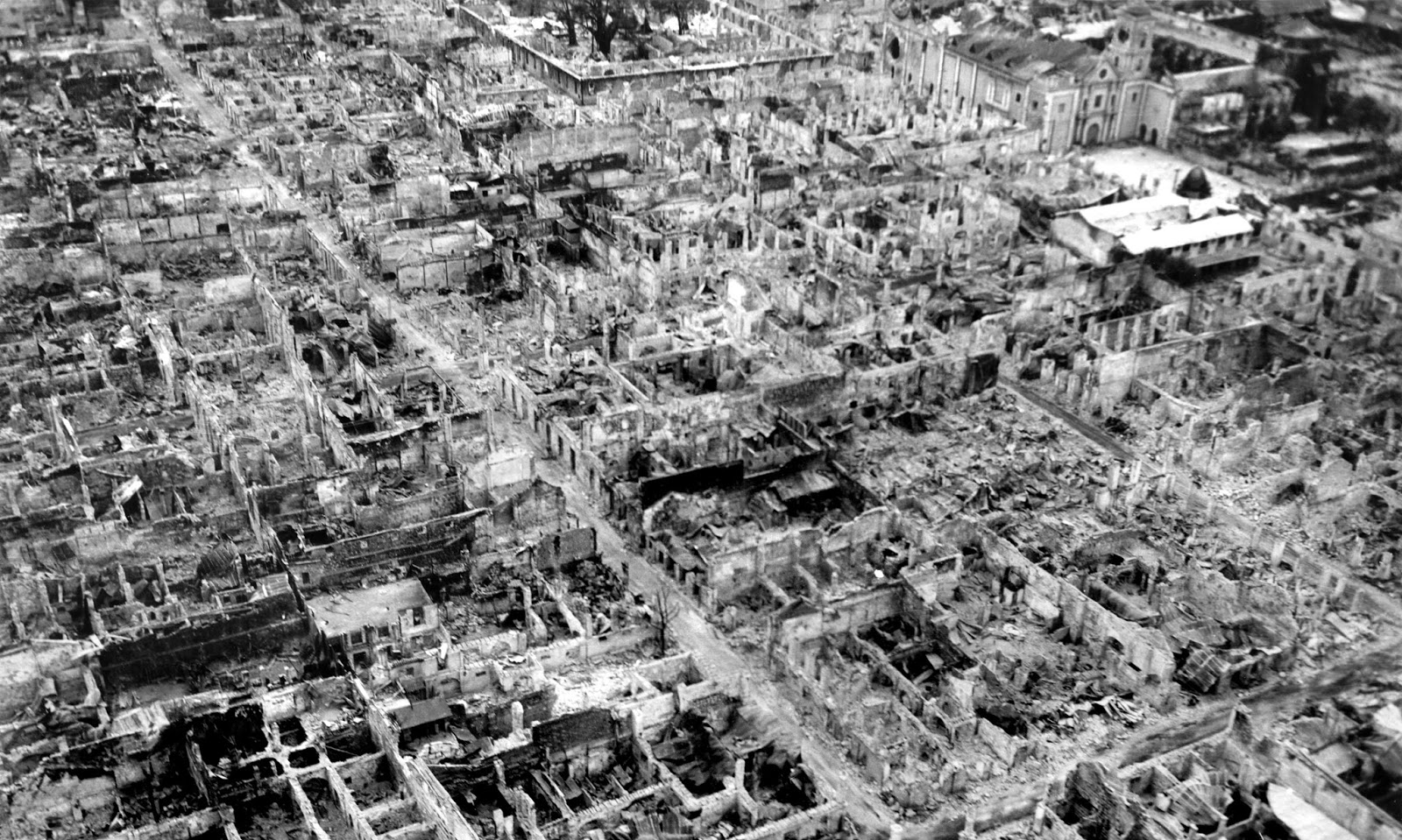
сгоревшие дома в районе Интрамурос, 1945

Манильская резня — эпизод Филиппинской операции во время Второй мировой войны, произошедший в феврале — марте 1945 года в городе Маниле, в ходе которого солдаты Императорской армии Японии совершили военные преступления против населения города, убив, по американским оценкам, от 100 000 до 240 000 человек. Резня в Маниле является одним из самых крупных военных преступлений, совершенных японской Императорской армией. Главнокомандующий филиппинской группировкой Томоюки Ямасита и начальник штаба полковник Акира Муто были признаны военным трибуналом виновными в резне и казнены. Огромные потери среди гражданского населения Манилы были вызваны не только японскими зверствами, но также американскими воздушными налётами и артиллерийскими обстрелами

## Описание

### Резня
В январе 1945 года под натиском американских войск генерал Томоюки Ямасита отдал приказ на вывод японских войск из Манилы. Однако не все японские силы выполнили это указание, поскольку части императорского флота не подчинялись армейскому командованию. Около 10 000 морских пехотинцев и 4000 солдат сухопутных частей флота во главе с адмиралом Сандзи Ивабути остались в Маниле и продолжали обороняться.

В начале февраля 1945 года в ходе битвы за Манилу для японского командования стало очевидно, что удержать город не удастся. Штаб армии был перенесен севернее от столицы в город Багио. 
Когда филиппинцы должны быть убиты, они должны быть собраны в одном месте и утилизированы с учетом того, что боеприпасы и рабочая сила не должны использоваться в избытке. Поскольку утилизация трупов-хлопотная задача, их следует собирать в дома, которые планируется сжечь или снести.
Американцы, которые проникли в Манилу, имеют около 1000 солдат, и есть несколько тысяч филиппинских солдат под командованием армии Содружества и организованных партизан. Даже женщины и дети стали партизанами. Все люди на поле боя, за исключением японских военнослужащих, японских гражданских лиц и специальных строительных подразделений, будут преданы смерти.

—Японские приказы
Японская армия приступила к методичному разрушению Манилы и уничтожению её гражданского населения. Действия японцев не были спровоцированы подпольной деятельностью манильцев и не являлись актом возмездия от гарнизона, оказавшегося в отчаянном положении, а были хладнокровно спланированной операцией японского командования. Во время затишья в битве за контроль над городом японские солдаты вымещали свой гнев и разочарование на мирных жителях города. Жестокие увечья, изнасилования и массовые убийства происходили в школах, больницах и монастырях, включая больницу Сан-Хуан-де-Диос, колледж Санта-Роза, церковь Санто-Доминго, Манильский собор, Церковь Пако, монастырь Святого Павла и Церковь Святого Винсента де Пауля. Разрушениям подверглись церкви, школы, больницы и жилые дома. 10 февраля 1945 года ворвавшиеся в здание больницы Красного Креста солдаты Императорской армии устроили там бойню, не щадя врачей, медсестер, больных и детей.
Модесто Фаролан вспоминает: «10 февраля 1945 года, отряд японских солдат вошел в здание Красного Креста и начал стрелять и резать всех, кто там находился, в том числе врачей, пациентов и маленьких детей, медсестер, и беженцев. Медсестры пытались защитить матерей с новорожденными младенцами, но все они были заколоты штыками или расстреляны». Убийства мирных жителей сопровождались массовыми изнасилованиями женщин и несовершеннолетних девочек. В целях экономии боеприпасов жертв закалывали штыками, сжигали. Во время резни в городе были убиты сотни иностранцев, в том числе почти 250 испанских граждан, и по меньшей мере 28 граждан Германии. Японцы также сожгли испанское консульство и закололи штыками около 50 человек (в том числе одного испанского дипломата), которые пытались укрыться на территории диппредставительства. Один японский солдат в своём дневнике писал о своей любви к семье, восхвалял красоту заката — затем описывал, как он участвовал в резне филиппинцев, во время которой ударил ребенка дубинкой о дерево.
Японцы использовали филиппинских женщин и детей в качестве живого щита на линии фронта для защиты японских позиций. Те, кто выживал, были затем убиты японцами.

Резня и разрушение происходили и в окрестностях Манилы, например, японцы полностью уничтожили пятитысячное население городка Каламба, а город сожгли. В монастырях и католических школах в массовом порядке уничтожали монахов и монахинь, школьников и учителей. Колледж Конкордия, ставший убежищем для почти 2000 младенцев, сирот и пациентов, переведенных из других больниц, был окружен японскими солдатами. Они заперли двери на цепочку, а потом просто подожгли здание. Этот акт повторялся во многих местах по всему городу. Еще один случай произошел в колледже Святого Павла, японцы согнали сотни мирных жителей в обеденный зал, обещая им безопасность от битвы. Люстры, начиненные взрывчаткой, внезапно упали на пол и взорвались. Взрыв был настолько мощным, что снес крышу здания и пробил дыру в западной стене, достаточно большую, чтобы через нее мог проехать грузовик. Те, кто мог, спотыкаясь, выбрались через рухнувшую стену, преследуемые японцами, которые расстреляли и закололи штыками выживших, в конечном счете убив 360 человек.
Мы шли по мертвым детям и матерям с детьми — вспоминал один из немногих выживших.
В тот же день японские войска окружили немецкий клуб, большой общественный зал, где более 500 гражданских лиц собрались в подвале для защиты от артиллерийского огня. Японцы облили мебель клуба бензином и подожгли. Затем другие заблокировали проемы в проходах чемоданами, которые принесли жители, и тоже сожгли их. Люди, которые выбирались, чтобы убежать, были застрелены. Сбежавших женщин ждала куда худшая участь. Вспоминала выжившая Эсперанса Эстебан:
Японцы поймали нескольких женщин, облили их головы бензином и подожгли волосы.
Все эти зверства, как рассказывали выжившие, были бесчисленными и варварскими. Женщин рубили саблями, отрезали груди, прокалывали штыками гениталии; детей резали и кололи саблями и штыками. Мужчин, пытавшихся спасти свои пожитки из горящих домов, жгли из огнеметов и загоняли обратно в горящие здания.

### Изнасилования
Беременных филиппинских женщин убивали, вспарывая им животы, в то время как японцы казнили мирных филиппинцев, пытавшихся бежать. Отель «Бэйвью» использовался как так называемая «Станция утешения». Согласно показаниям на суде по военным преступлениям Ямаситы, 400 женщин и девочек были собраны из богатого Манильского района Эрмита и представлены отборочной комиссии, которая выбрала 25 женщин, считавшихся самыми красивыми. Этих женщин и девочек, многим из которых было от 12 до 14 лет, затем отвезли в отель, где японские солдаты и офицеры по очереди насиловали их. Несмотря на то, что многие союзные немцы нашли убежище в немецком клубе, японские солдаты вошли туда и закололи штыками младенцев и детей матерей, умоляющих о пощаде, и изнасиловали женщин, ищущих убежища. По меньшей мере 20 японских солдат изнасиловали молодую девушку, прежде чем отрезать ей грудь, после чего японский солдат положил ее изуродованную грудь себе на грудь, чтобы подражать женщине, в то время как другие японские солдаты смеялись. Затем японцы облили девушку и двух других женщин, изнасилованных до смерти, бензином и подожгли их всех. Японцы продолжали поджигать весь клуб, убивая многих его обитателей. Женщины, спасавшиеся из здания от пожара, были пойманы и изнасилованы японцами. 28-летней Джулии Лопес отрезали грудь, изнасиловали японские солдаты и подожгли волосы. Еще одна женщина была частично обезглавлена после попытки защитить себя и изнасилована японским солдатом.